# David Brown (koszykarz)
David Brown (ur. 22 lipca 1991 w St. Louis) – amerykański koszykarz, występujący na pozycjach obrońcy, aktualnie wolny agent.
W sierpniu 2015 roku podpisał umowę z zespołem Polpharmy Starogard Gdański. Pod koniec września klub rozwiązał z nim umowę z powodu kontuzji.

## Osiągnięcia
Stan na 21 października 2017, na podstawie, o ile nie zaznaxczono inaczej.
NCAA
- Uczestnik turnieju NCAA (2014)
- Mistrz:
  - turnieju konferencji Mid-American (MAC – 2014)
  - sezonu regularnego:
    - MAC (2014)
    - dywizji konferencji MAC (2011, 2013, 2014)
- MVP turnieju MAC (2014)
- Najlepszy Rezerwowy Konferencji MAC (2013)
- Wybrany do:
  - I składu:
    - MAC (2014)
    - turnieju MAC (2014)

  - II składu MAC (2015)